# Viganello
Viganello är en ort i kommunen Lugano i kantonen Ticino, Schweiz. 
Viganello var tidigare en självständig kommun, men 4 april 2004 blev Viganello en del av kommunen Lugano.